# UTC+5

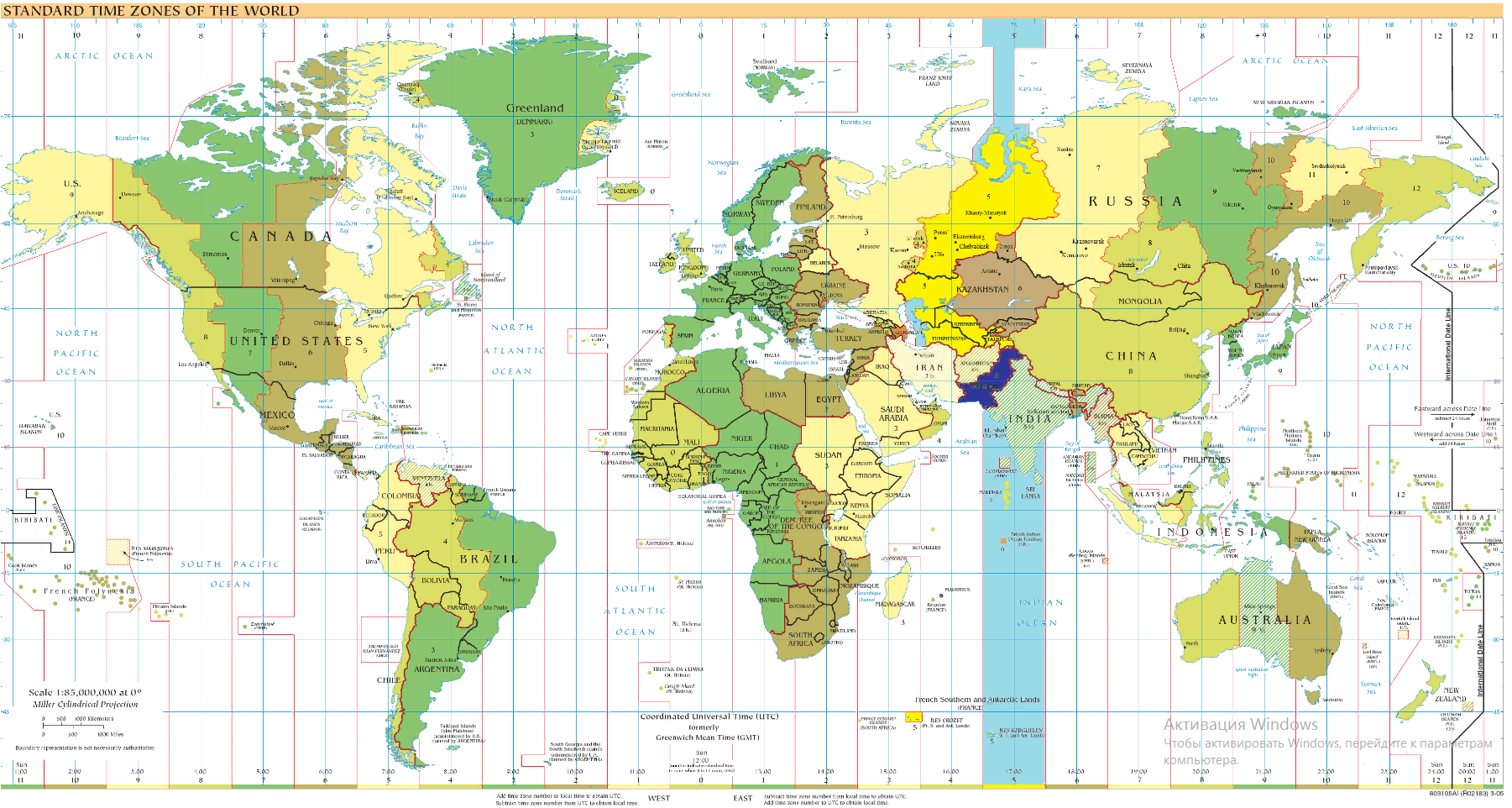
UTC+5: 青-12月前後に適用、橙-6月前後に適用、黄-通年適用、水色-海域

UTC+5とは、協定世界時を5時間進ませた標準時である。

## 該当地域
- ウズベキスタン
- カザフスタン
- タジキスタン
- トルクメニスタン
- ハード島・マクドナルド諸島（オーストラリア領）
- パキスタン
- フランス領南方・南極地域
- モルディブ
- ロシア
  - エカテリンブルク時間 - YEKT
- 南極
  - モーソン基地（英語版）